# مایلو منهایم
مایلو منهایم (به انگلیسی: Milo Manheim)،(زاده: ۶ مارس ۲۰۰۱) بازیگری آمریکایی است که به‌دلیل بازیگری در نقش زِد در فیلم موزیکال کانال دیزنی، زامبی‌ها شناخته می‌شود.او در فیلم روز شکرگزاری بازی کرده است.

## زندگی شخصی
منهایم در لس آنجلس متولد و بزرگ شده است. او پسر بازیگر معروف کمرین منهایم است. دین او یهود است و دریک مدرسه یهودی به تحصیل پرداخته‌است.
او می‌تواند سازهای پیانو، گیتار، یوکوللی، درام و طبل را بنوازد و از ورزش‌های فوتبال، بسکتبال و اسکی لذت می‌برد.